# 李康秊
李 康秊（イ・ガンニョン（朝鮮語: 이 강년）、り こうねん、1858年 - 1908年）は、朝鮮王朝末期（大韓帝国）の義兵長。字は楽仁、号は雲崗、本貫は全州李氏であり、柳麟錫の門人。1962年に建国勲章大韓民国章が追贈された。
慶尚北道聞慶出身。1858年、父・李起台と母・宜寧南氏の間に一人息子として生まれた。1880年、武科に合格して宣略将軍行龍衛副司果に上がって宣伝官になったが、1884年の甲申政変の際に官職を捨て帰郷した。
1894年の甲午農民戦争の際、聞慶東学軍の指揮官として日本軍、宴官汚吏と戦い、1895年に乙未事変が発生すると義兵を起こし、堤川で大韓民国臨時政府の義兵と合流して遊撃将になった。1905年に第二次日韓協約が結ばれ、1907年に高宗が譲位すると、永春で義兵を起こして原州の閔肯鎬と合勢、忠州を攻撃した。12月、全国の義兵が漢城を攻撃した際（(十三道倡義軍）に加わり、その後加平・麟蹄・江陵・襄陽・龍沼洞・葛其洞・百潭寺等地で連勝を収める成果を挙げたが、錦繡山での戦闘で足首に被弾し、歩行不能となり、逮捕された。1908年、漢城の京城監獄で絞首刑となった。享年51歳。
抗日闘争により、家族は故郷を離れ、その隙に日本人3人と朝鮮人1人が李康秊所有の慶北聞慶市加恩邑完章里一帯の土地3,000坪余を強奪した。また、家族が隠れている間に、聞慶総督を名乗る警察官と朝鮮人の警察官李某が息子を銃刀で脅し、「売渡」の証明として捺印を強制した 。

## 家族
- 祖父: 李徳義
- 父: 李起台
- 男子: 李承宰・李兢宰・李明宰